# غرانوالد سكوت
غرانوالد سكوت (بالإنجليزية: Granwald Scott)‏ (28 نوفمبر 1987 بكيب تاون في جنوب أفريقيا - ) هو لاعب كرة قدم جنوب أفريقي في مركز الوسط. شارك مع منتخب جنوب أفريقيا لكرة القدم. أما مع النوادي، فقد لعب مع أياكس كيب تاون ونادي سلوفان براتيسلافا.

## روابط خارجية
- غرانوالد سكوت على موقع قاعدة بيانات كرة القدم.إي يو (الإنجليزية)
- غرانوالد سكوت على موقع ناشيونال فوتبول تيمز (الإنجليزية)
- غرانوالد سكوت على موقع Soccerway.com (الإنجليزية)